# Ammocrypta
Genre
Ammocrypta est un genre de poissons de la famille des Percidae, communément appelées « dard de sable » et que l'on rencontre en Amérique du Nord.

## Description
Il s'agit de poissons de petite taille (7 à 9 cm) à la forme allongée et se tenant habituellement posés sur le fond des cours d'eau.

## Liste des espèces
Selon FishBase (30 janvier 2016) :
- Ammocrypta beanii - Jordan, 1877
- Ammocrypta bifascia - Williams, 1975
- Ammocrypta clara - Jordan et Meek, 1885
- Ammocrypta meridiana - Williams, 1975
- Ammocrypta pellucida - (Putnam, 1863)
- Ammocrypta vivax - Hay, 1882